# Ammiraglio della flotta (Royal Navy)
Ammiraglio della flotta è il più alto rango della Royal Navy ed è equiparato ai vari gradi "OF-10" delle forze militari aderenti alla NATO secondo la standardizzazione STANAG.
Il rango continua ad esistere nella Royal Navy britannica anche se le nomine sono ufficialmente cessate nel 1996.

## Storia
Il rango riuscì ad evolversi nel corso dei secoli originatosi probabilmente dai primi grandi comandanti agli albori della flotta inglese. 

Bandiera di ammiraglio della flotta ratio 1:2 invece di 2:3 delle altre insegne di ammiraglio

La flotta inglese venne divisa ad un certo punto in tre divisioni ed a ciascuna venne assegnato un colore: Rosso, Bianco o Blu. A ciascuna divisione venne affidato un ammiraglio il quale ne deteneva il comando, e a sua volta comandava un viceammiraglio e un retroammiraglio. Nel XVIII secolo gli originali nove ranghi vennero perfezionati dalla presenza di un superiore, il comandante della flotta rossa che assunse il titolo l'Ammiraglio della flotta appunto che aveva il compito di comandare gli altri ammiragli della flotta britannica. Quando tale incarico venne preso ufficialmente dal Primo lord navale nel 1828, in seguito Primo lord del mare nel 1904, il titolo di Ammiraglio della Flotta continuò ad essere concesso ma come titolo onorifico prevalentemente per i Primi Lord del Mare in pensione. La divisione della flotta inglese in squadroni con colori assegnati venne abbandonata dal 1864. 
Dal 1811 cinque membri della famiglia reale britannica, diversi dal monarca, e quattro membri di famiglie reali straniere sono stati nominati ammiragli della flotta. 
L'unico membro della famiglia reale britannica al quale venne concesso il titolo di ammiraglio della flotta, senza aver mai prestato servizio nella Royal Navy, è stato il Principe di Galles Edoardo poi Re Edoardo VII.
Dal 1996 la carica è caduta in disuso. L'ultimo ad essere nominato nel 1995 è stato Sir Benjamin Bathurst nominato ammiraglio della flotta in seguito al suo pensionamento come Primo Lord del Mare, ma tuttavia il rango non è stato abolito e nel 2012 il Principe del Galles Carlo è diventato ammiraglio onorario della flotta così come feldmaresciallo e maresciallo della Royal Air Force, in riconoscimento del suo sostegno alla regina Elisabetta II nel suo ruolo di Comandante in capo delle forze armate britanniche. Nel 2014, Lord Boyce, un Primo lord del mare e Capo di Stato Maggiore della Difesa, è stato nominato ammiraglio onorario della flotta.

### Elenco di ammiragli della flotta britannici
| Data nomina       | Immagine | Nome                                                            | Nato | Morto | Note                                                                 | Fonte   |
| ----------------- | -------- | --------------------------------------------------------------- | ---- | ----- | -------------------------------------------------------------------- | ------- |
| 1690              |          | Edward Russell (poi conte di Orford)                            | 1652 | 1727  |                                                                      | [ 2 ]   |
| 1696              |          | Sir George Rooke                                                | 1650 | 1709  | circa                                                                | [ 3 ]   |
| 13 gennaio 1705   |          | Sir Cloudesley Shovell                                          | 1650 | 1707  |                                                                      | [ 4 ]   |
| 8 gennaio 1708    |          | Sir John Leake                                                  | 1656 | 1720  |                                                                      | [ 5 ]   |
| 21 dicembre 1708  |          | Sir Stafford Fairborne                                          | 1666 | 1742  | circa                                                                | [ 6 ]   |
| 12 novembre 1709  |          | Sir Matthew Aylmer                                              | 1650 | 1720  |                                                                      | [ 7 ]   |
| 14 marzo 1718     |          | Sir George Byng (poi visconte Torrington)                       | 1663 | 1733  |                                                                      | [ 8 ]   |
| 20 febbraio 1734  |          | Sir John Norris                                                 | 1670 | 1749  |                                                                      | [ 9 ]   |
| 1 luglio 1749     |          | Sir Chaloner Ogle                                               | 1681 | 1750  |                                                                      | [ 10 ]  |
| 22 novembre 1751  |          | James Steuart                                                   | 1690 | 1757  |                                                                      | [ 11 ]  |
| marzo 1757        |          | The Hon. George Clinton                                         | 1686 | 1761  |                                                                      | [ 12 ]  |
| 30 luglio 1761    |          | Lord George Anson, I barone Anson                               | 1697 | 1762  |                                                                      | [ 13 ]  |
| 17 dicembre 1762  |          | Sir William Rowley                                              | 1690 | 1768  | circa                                                                | [ 14 ]  |
| 15 gennaio 1768   |          | Sir Edward Hawke (poi Lord Hawke)                               | 1705 | 1781  |                                                                      | [ 15 ]  |
| 24 ottobre 1781   |          | The Hon. John Forbes                                            | 1714 | 1796  |                                                                      | [ 16 ]  |
| 12 marzo 1796     |          | Richard Howe, 1º conte Howe                                     | 1726 | 1799  |                                                                      | [ 17 ]  |
| 16 settembre 1799 |          | Sir Peter Parker                                                | 1721 | 1811  |                                                                      | [ 18 ]  |
| 24 dicembre 1811  |          | Guglielmo Duca di Clarence e St Andrews (later King William IV) | 1765 | 1837  |                                                                      | [ 19 ]  |
| 19 luglio 1821    |          | John Jervis, I conte di St Vincent                              | 1735 | 1823  |                                                                      | [ 20 ]  |
| 28 giugno 1830    |          | William Williams-Freeman                                        | 1742 | 1832  |                                                                      | [ 21 ]  |
| 22 luglio 1830    |          | Lord James Gambier, I barone Gambier                            | 1756 | 1833  |                                                                      | [ 22 ]  |
| 22 luglio 1830    |          | Sir Charles Pole                                                | 1757 | 1830  |                                                                      | [ 23 ]  |
| 24 aprile 1833    |          | Sir Charles Nugent                                              | 1759 | 1844  |                                                                      | [ 24 ]  |
| 8 gennaio 1844    |          | Sir James Hawkins-Whitshed                                      | 1762 | 1849  |                                                                      | [ 25 ]  |
| 9 novembre 1846   |          | Sir George Martin                                               | 1764 | 1847  |                                                                      | [ 26 ]  |
| 13 ottobre 1849   |          | Sir Thomas Byam Martin                                          | 1773 | 1854  |                                                                      | [ 27 ]  |
| 1 luglio 1851     |          | Sir George Cockburn                                             | 1772 | 1853  |                                                                      | [ 28 ]  |
| 8 dicembre 1857   |          | Sir Charles Ogle                                                | 1775 | 1858  |                                                                      | [ 29 ]  |
| 25 giugno 1858    |          | Sir John West                                                   | 1774 | 1862  |                                                                      | [ 30 ]  |
| 20 maggio 1862    |          | Sir William Gage                                                | 1777 | 1864  |                                                                      | [ 31 ]  |
| 10 novembre 1862  |          | Sir Graham Hamond                                               | 1779 | 1862  |                                                                      | [ 32 ]  |
| 27 aprile 1863    |          | Sir Francis Austen                                              | 1774 | 1865  |                                                                      | [ 33 ]  |
| 27 aprile 1863    |          | Sir William Parker                                              | 1781 | 1866  |                                                                      | [ 34 ]  |
| 11 gennaio 1864   |          | Sir Lucius Curtis                                               | 1786 | 1869  |                                                                      | [ 35 ]  |
| 12 settembre 1865 |          | Sir Thomas Cochrane                                             | 1789 | 1872  |                                                                      | [ 36 ]  |
| 30 novembre 1866  |          | Sir George Seymour                                              | 1787 | 1870  |                                                                      | [ 37 ]  |
| 30 gennaio 1868   |          | Sir James Gordon                                                | 1782 | 1869  |                                                                      | [ 38 ]  |
| 15 gennaio 1869   |          | Sir William Bowles                                              | 1780 | 1869  |                                                                      | [ 39 ]  |
| 2 luglio 1869     |          | Sir George Sartorius                                            | 1790 | 1885  |                                                                      | [ 40 ]  |
| 21 gennaio 1870   |          | Sir Fairfax Moresby                                             | 1786 | 1877  |                                                                      | [ 41 ]  |
| 20 ottobre 1872   |          | Sir Houston Stewart                                             | 1791 | 1875  |                                                                      | [ 42 ]  |
| 11 dicembre 1875  |          | Sir Provo Wallis                                                | 1791 | 1892  |                                                                      | [ 43 ]  |
| 22 gennaio 1877   |          | Sir Henry Codrington                                            | 1808 | 1877  |                                                                      | [ 44 ]  |
| 5 agosto 1877     |          | Sir Henry Keppel                                                | 1809 | 1904  |                                                                      | [ 45 ]  |
| 27 dicembre 1877  |          | Thomas Maitland                                                 | 1803 | 1878  |                                                                      | [ 46 ]  |
| 27 dicembre 1877  |          | Sir Rodney Mundy                                                | 1805 | 1884  |                                                                      | [ 47 ]  |
| 15 giugno 1879    |          | Sir James Hope                                                  | 1808 | 1881  |                                                                      | [ 48 ]  |
| 15 giugno 1879    |          | Sir Thomas Symonds                                              | 1813 | 1894  |                                                                      | [ 48 ]  |
| 10 giugno 1881    |          | Sir Alexander Milne                                             | 1806 | 1896  |                                                                      | [ 49 ]  |
| 1 dicembre 1881   |          | Sir Charles Elliot                                              | 1818 | 1895  |                                                                      | [ 50 ]  |
| 29 aprile 1885    |          | Sir Alfred Ryder                                                | 1820 | 1888  |                                                                      | [ 51 ]  |
| 18 luglio 1887    |          | Edoardo Principe di Galles (poi Edoardo VII)                    | 1841 | 1910  | onorario                                                             | [ 52 ]  |
| 1 maggio 1888     |          | Sir Geoffrey Hornby                                             | 1825 | 1895  |                                                                      | [ 53 ]  |
| 8 dicembre 1888   |          | Lord John Hay                                                   | 1827 | 1916  |                                                                      | [ 54 ]  |
| 2 agosto 1889     |          | Kaiser Guglielmo II                                             | 1859 | 1941  | onorario, per nobiltà estera                                         | [ 55 ]  |
| 13 febbraio 1892  |          | Sir John Commerell                                              | 1829 | 1901  |                                                                      | [ 56 ]  |
| 3 giugno 1893     |          | Duca di Edimburgo (poi Alfredo, duca di Sassonia-Coburgo-Gotha) | 1844 | 1900  |                                                                      | [ 57 ]  |
| 20 febbraio 1895  |          | Richard Meade                                                   | 1832 | 1907  |                                                                      | [ 58 ]  |
| 23 agosto 1897    |          | Sir Algernon Lyons                                              | 1833 | 1908  |                                                                      | [ 59 ]  |
| 29 novembre 1898  |          | Sir Frederick Richards                                          | 1833 | 1912  |                                                                      | [ 60 ]  |
| 13 gennaio 1899   |          | Sir Nowell Salmon                                               | 1835 | 1912  |                                                                      | [ 61 ]  |
| 3 ottobre 1902    |          | Sir James Erskine                                               | 1838 | 1911  |                                                                      | [ 62 ]  |
| 30 agosto 1903    |          | Sir Charles Hotham                                              | 1843 | 1925  |                                                                      | [ 63 ]  |
| 16 giugno 1904    |          | Walter Kerr                                                     | 1839 | 1927  |                                                                      | [ 64 ]  |
| 20 febbraio 1905  |          | Sir Edward Seymour                                              | 1840 | 1929  |                                                                      | [ 65 ]  |
| 5 dicembre 1905   |          | Sir John Fisher (poi Lord Fisher)                               | 1841 | 1920  |                                                                      | [ 66 ]  |
| 1 marzo 1907      |          | Sir Arthur Wilson                                               | 1842 | 1921  |                                                                      | [ 67 ]  |
| 11 giugno 1908    |          | Zar Nicola II di Russia                                         | 1868 | 1918  | onorario                                                             | [ 68 ]  |
| 2 dicembre 1908   |          | Sir Gerard Noel                                                 | 1845 | 1918  |                                                                      | [ 69 ]  |
| 27 gennaio 1910   |          | Principe Enrico di Prussia                                      | 1862 | 1929  | onorario, per nobiltà estera                                         | [ 70 ]  |
| 30 aprile 1910    |          | Sir Arthur Fanshawe                                             | 1847 | 1936  |                                                                      | [ 71 ]  |
| 6 maggio 1910     |          | Re Giorgio V                                                    | 1865 | 1936  |                                                                      | [ 72 ]  |
| 20 marzo 1913     |          | Sir William May                                                 | 1849 | 1930  |                                                                      | [ 73 ]  |
| 5 marzo 1915      |          | The Honourable Sir Hedworth Meux                                | 1856 | 1929  |                                                                      | [ 74 ]  |
| 2 aprile 1917     |          | Sir George Callaghan                                            | 1852 | 1920  |                                                                      | [ 75 ]  |
| 3 aprile 1919     |          | Visconte Jellicoe                                               | 1859 | 1935  |                                                                      | [ 76 ]  |
| 3 aprile 1919     |          | Sir David Beatty                                                | 1871 | 1936  |                                                                      | [ 77 ]  |
| 31 luglio 1919    |          | Sir Henry Jackson                                               | 1855 | 1929  |                                                                      | [ 78 ]  |
| 1 novembre 1919   |          | Sir Rosslyn Wemyss (poi Lord Wester Wemyss)                     | 1864 | 1933  |                                                                      | [ 79 ]  |
| 24 novembre 1920  |          | Sir Cecil Burney, Bt.                                           | 1858 | 1929  |                                                                      | [ 80 ]  |
| 5 luglio 1921     |          | Sir Doveton Sturdee, Bt.                                        | 1859 | 1925  |                                                                      | [ 81 ]  |
| 22 agosto 1921    |          | Marchese di Milford Haven                                       | 1854 | 1921  |                                                                      | [ 82 ]  |
| 31 luglio 1924    |          | Sir Charles Madden, Bt.                                         | 1862 | 1935  |                                                                      | [ 83 ]  |
| 8 maggio 1925     |          | The Honourable Sir Somerset Gough-Calthorpe                     | 1864 | 1937  |                                                                      | [ 84 ]  |
| 24 novembre 1925  |          | Sir John de Robeck, Bt.                                         | 1862 | 1928  |                                                                      | [ 85 ]  |
| 21 gennaio 1928   |          | Sir Henry Oliver                                                | 1865 | 1965  |                                                                      | [ 86 ]  |
| 31 luglio 1929    |          | Sir Osmond Brock                                                | 1869 | 1947  |                                                                      | [ 87 ]  |
| 8 maggio 1930     |          | Sir Roger Keyes (poi Lord Keyes)                                | 1872 | 1945  |                                                                      | [ 88 ]  |
| 21 gennaio 1930   |          | Sir Frederick Field                                             | 1871 | 1945  |                                                                      | [ 89 ]  |
| 31 luglio 1934    |          | Sir Reginald Tyrwhitt, Bt.                                      | 1870 | 1951  |                                                                      | [ 90 ]  |
| 8 maggio 1935     |          | Sir Ernle Chatfield (later Lord Chatfield)                      | 1873 | 1967  |                                                                      | [ 91 ]  |
| 21 gennaio 1936   |          | Re Edoardo VIII                                                 | 1894 | 1972  |                                                                      | [ 92 ]  |
| 12 luglio 1936    |          | Sir John Kelly                                                  | 1871 | 1936  |                                                                      | [ 93 ]  |
| 11 dicembre 1936  |          | Re Giorgio VI                                                   | 1895 | 1952  |                                                                      | [ 94 ]  |
| 21 gennaio 1938   |          | William Boyle, Conte di Cork e Orrery                           | 1873 | 1967  |                                                                      | [ 95 ]  |
| 7 luglio 1939     |          | Sir Roger Backhouse                                             | 1878 | 1939  |                                                                      | [ 96 ]  |
| 31 luglio 1939    |          | Sir Dudley Pound                                                | 1877 | 1943  |                                                                      | [ 97 ]  |
| 8 maggio 1940     |          | Sir Charles Forbes                                              | 1880 | 1960  |                                                                      | [ 98 ]  |
| 21 gennaio 1943   |          | Sir Andrew Cunningham (poi Visconte Cunningham di Hyndhope)     | 1883 | 1963  |                                                                      | [ 99 ]  |
| 22 ottobre 1943   |          | Sir John Tovey (poi Lord Tovey)                                 | 1885 | 1971  |                                                                      | [ 100 ] |
| 8 maggio 1945     |          | Sir James Somerville                                            | 1882 | 1949  |                                                                      | [ 101 ] |
| 21 gennaio 1948   |          | Sir John Cunningham                                             | 1885 | 1965  |                                                                      | [ 102 ] |
| 22 ottobre 1948   |          | Lord Fraser di Capo Nord                                        | 1888 | 1981  |                                                                      | [ 103 ] |
| 20 marzo 1949     |          | Sir Algernon Willis                                             | 1889 | 1976  |                                                                      | [ 104 ] |
| 22 aprile 1952    |          | Sir Arthur Power                                                | 1889 | 1960  |                                                                      | [ 105 ] |
| 1 giugno 1952     |          | Sir Philip Vian                                                 | 1894 | 1968  |                                                                      | [ 106 ] |
| 15 gennaio 1953   |          | Filippo, Duca di Edimburgo                                      | 1921 | 2021  |                                                                      | [ 107 ] |
| 1 maggio 1953     |          | Sir Rhoderick McGrigor                                          | 1893 | 1959  |                                                                      | [ 108 ] |
| 22 aprile 1955    |          | Sir George Creasy                                               | 1895 | 1972  |                                                                      | [ 109 ] |
| 22 ottobre 1956   |          | Louis Mountbatten I Conte Mountbatten di Birmania               | 1900 | 1979  | capo dello stato maggiore della difesa 1959–65                       | [ 110 ] |
| 10 maggio 1960    |          | Sir Charles Lambe                                               | 1900 | 1960  |                                                                      | [ 111 ] |
| 23 maggio 1962    |          | Sir Caspar John                                                 | 1903 | 1984  |                                                                      | [ 112 ] |
| 12 agosto 1968    |          | Sir Varyl Begg                                                  | 1908 | 1995  |                                                                      | [ 113 ] |
| 30 giugno 1970    |          | Sir Michael Le Fanu                                             | 1913 | 1970  |                                                                      | [ 114 ] |
| 12 marzo 1971     |          | Sir Peter Hill-Norton (poi Lord Hill-Norton)                    | 1915 | 2004  | First Sea Lord 1970–1971 Capo di stato maggiore della difesa 1971–73 | [ 115 ] |
| 1 marzo 1974      |          | Sir Michael Pollock                                             | 1916 | 2006  | First Sea Lord 1971–1974                                             | [ 116 ] |
| 9 febbraio 1977   |          | Sir Edward Ashmore                                              | 1919 |       | First Sea Lord 1977-1977 Capo di stato maggiore della difesa1977     | [ 117 ] |
| 6 luglio 1979     |          | Sir Terence Lewin (poi Lord Lewin)                              | 1920 | 1999  | First Sea Lord 1977–1979 Capo di stato maggiore della difesa 1979–82 | [ 118 ] |
| 1 dicembre 1982   |          | Sir Henry Leach                                                 | 1923 | 2011  | First Sea Lord 1979–1982                                             | [ 119 ] |
| 2 agosto 1985     |          | Sir John Fieldhouse (poi Lord Fieldhouse)                       | 1928 | 1992  | First Sea Lord 1982–1985 Capo di stato maggiore della difesa 1985–88 | [ 120 ] |
| 12 aprile 1988    |          | re Olav V di Norvegia                                           | 1903 | 1991  | onorario, per nobiltà estera                                         | [ 121 ] |
| 25 maggio 1989    |          | Sir William Staveley                                            | 1928 | 1997  | First Sea Lord 1985–1989                                             | [ 122 ] |
| 2 marzo 1992      |          | Sir Julian Oswald                                               | 1933 | 2011  | First Sea Lord 1989–1993                                             | [ 123 ] |
| 10 luglio 1995    |          | Sir Benjamin Bathurst                                           | 1936 |       | First Sea Lord 1993–1995                                             | [ 124 ] |
| 16 giugno 2012    |          | Carlo, principe di Galles (poi Carlo III)                       | 1948 |       | titolo onorario                                                      | [ 125 ] |
| 13 giugno 2014    |          | Michael Boyce                                                   | 1943 |       | titolo onorario                                                      | [ 126 ] |